# Kong Qingdong
Kong Qingdong (chinesisch 孔庆东, Pinyin Kǒng Qìngdōng, W.-G. Kʻung Chʻing-tung, kʰʊ̀ŋ tɕʰîŋtʊ́ŋ auch: chinesisch 孔和尚, Pinyin Kǒng héshàng, dt.: Kong der Mönch; geb. 22. September 1964, Harbin, Volksrepublik China) ist ein chinesischer Intellektueller, Schriftsteller, Talkshow-Moderator und Kommentator. Kong ist eine prominente Mediengestalt und bekannt für seine vulgäre und oft harsche Kritik an politischen Themen und verschiedenen Personen und Gruppen. Kong wurde oft in den Medien als Figur der Chinesischen Neuen Linken dargestellt, die für eine Abkehr von der Reform- und Öffnungspolitik kämpfen und eine Rückkehr zum Politikstil von Mao Zedong wünschen.

## Leben
Kong wurde während der Zeit der Kulturrevolution in eine Arbeiterfamilie hineingeboren. Er ist ein Nachfahre von Konfuzius und war am Anfang seiner akademischen Karriere ein großer Anhänger von Lu Xun.
Ersten Ruhm erwarb er als Verfasser verschiedener Bücher über sein Studentenleben an der Universität Peking, in denen der selbsternannte „Säufer der Universität Peking“ viele soziale Probleme Chinas kommentierte. Er ist ein passionierter Leser und Forscher im Bereich der chinesischen Wuxia-Romane und gab zu dem Wuxia-Autor Jin Yong in der Serie Baijia jiangyun (百家讲坛 – Lesezimmer) des China Central Television (CCTV) schon Vorträge, sowie zum Essayisten und Sprachreformer Lu Xun. Kong Qingdong nahm 1989 an den Protesten am Tiananmen-Platz teil. Später wurde er zum Professor für Sinologie an der Universität Peking ernannt, daraufhin begann er Essays zu veröffentlichen, in denen er chinesischen Patriotismus und kommunistische Orthodoxie propagierte. Kong hat sich mehrfach durch Lob für die Nordkoreanische Führung hervorgetan. Er behauptete unter anderem, die Koreaner würden „mit Sicherheit aussterben“ (will surely die off), wenn nicht ihr „großer Führer (Kim Jong-il) wäre und seine Partei der Arbeit Koreas“ (the great leader and his Workers' Party). Darüber hinaus hat Kong Lesezirkel zur offiziellen Ideologie Nordkoreas, der Chuch’e-Ideologie, organisiert. Einige Quellen, wie die Nanfang Dushi Bao (chin. 南方都市报, dt. „Zeitung des Südlichen Hauptstadtbezirks“), beschuldigen die Gruppe sogar Spionage für Nordkorea zu betreiben.
Um 2000 verbrachte Kong zwei Jahre in Südkorea, wo er an der Ewha Womans University unterrichtete.
Kong moderiert ein Talkshow-Program und sein Mikroblog hat eine große Abonnentenzahl.

### Confucius Peace Prize
Kong Qingdong ist beteiligt an der Vergabe des Confucius Peace Prize, einer chinesischen Auszeichnung, die als Alternative zum Friedensnobelpreis geschaffen wurde. Dieser wurde unter anderem dem Systemkritiker Liu Xiaobo gegen den Protest der Chinesischen Regierung verliehen. Kong behauptet, dass der Preis sehr authentisch die Vorstellungen von Konfuzius zum Frieden wiedergibt. In den ersten zwei Jahren wurde der Preis an Lien Chan und Wladimir Putin verliehen, die ihn jedoch nicht annahmen.

## Politische Einstellung
Kong ist Nationalist, wird aber auch der Chinesischen Neuen Linken (新左派, Xīn Zuǒpài) zugeordnet. Diese politische Richtung hält die ökonomischen Reformen Chinas für zu weit gehend und möchte, dass das Land zu einem stärker sozialistischen system und egalitärer Gesellschaft mit starken staatlichen Kontrollen zurückkehrt. Kong war immer auch Unterstützer des quasi-Maoistischen Politikers Bo Xilai, der später in Ungnade fiel. Er hat die chinesische Regierung wiederholt als „schamlos“ bezeichnet für deren Umgang mit Wirtschaftspolitik nach kapitalistischem Muster und die Regierung von Shenzhen als „reaktionär“ beschimpft.

## Kontroversen
Kong ist berüchtigt für zahlreiche direkte und vulgäre Angriffe gegen verschiedene Gruppen und Personen und seine polarisierende Ansichten führten zu Kontroversen, halfen ihm aber auch eine treue Anhängerschaft zu sammeln.
Beispielsweise bezeichnete Kong die ehemalige Staatssekretärin der Vereinigten Staaten Hillary Clinton als „Hure“ und den Künstler und bekannten Moderator Jiang Kun als xiasanlan (下三滥, wörtl.: „Drei niedrige/untere (dreckige) Berufe“ = Prostitution, Bettler und Straßenkünstler), also in etwa „Zigeuner“.
Kong hat wiederholt Chinas liberale Medien kritisiert. Vor allem südchinesische Zeitschriften und Zeitungen bezeichnete er als hanjian media (汉奸, dt. Rassenverräter). Kong bezeichnete das staatliche chinesische Fernsehen CCTV als "unmenschlich".
Im November 2011 bat die Nanfang Zhoumu (南方周末, dt. „Wochenzeitung des Südens“), die als Brückenkopf der liberalen Medien in China gilt, Kong um ein Interview. Kong wies die Anfrage ab und veröffentlichte auf seinem Microblog die Nachricht, dass „die Verräterische Zeitung mich wieder einmal belästigt hat, indem sie mich nach einem Interview gefragt hat“ und endete mit einem Dreifachen Kraftausdruck: „去你妈的！滚你妈的！操你妈的“ (Geh zu deiner Mutter, renn zu deiner Mutter, Fick deine Mutter!). Diese Verwendung vulgärer Sprache brachte Kong beachtliche Kritik ein. Es wurde sogar seine Amtsenthebung gefordert. Er erhielt allerdings auch breite Unterstützung. Kommentatoren merkten an, dass Kongs Popularität ein Symptom für den weitverbreiteten Groll gegen die elitären liberalen Medien ist, die in Editorials of kritisch über die armen Menschen berichten und ökonomische Argumente anführen um die wachsende Diskrepanz zwischen Arm und Reich zu rechtfertigen.
Kong selbst behauptet, dass er solche Kraftausdrücke verwende um seine Feinde herauszulocken, da er auch vorhergesagt habe, dass die liberalen Medien vehement antworten würden, mit einer nach seiner Aussage „konterrevolutionären Einkreisung.“ Etwa achtzig Medien veröffentlichten Kritiken zu Kongs Beschimpfungen. Nach dem Sperrfeuer der negativen Medien kritisierte Kong direkt die staatliche Medienagentur Xinhua (新华通讯社, Xīnhuá Tōngxùnshè). Er behauptete, dass die Agentur nicht mehr unter der Kontrolle des Zentralkomitees der Partei stünde, sondern Befehle von dem Parteichef Wang Yang aus Guangdong ausführe, der als ein Repräsentant der politischen „Rechten“ dargestellt wird. Es wurde in Übersee spekuliert, ob Kongs Äußerungen nur Teil einer größeren Schlacht zwischen „Linken“ und „Rechten“ in China sei.
Im November 2008 berichtete Qian Liexian (Pen-name von Xu Lai) in seinem Blog, dass Kong von der Beijinger Polizei aufgrund von Spionage-Anschuldigungen verhört worden sei. Qian war ein Journalist des Xin Beibao (新京报, dt. Neue Beijing-Zeitung), einer Zeitschrift, die zu der Zeit mit der Nanfang Zhoumu in Verbindung stand. Einige Monate später, im Februar 2009, wurde Qian von einem persönlichen Assistenten Kong Qingdongs erstochen, der ihn beschuldigt hatte einen „Freund“ anzugreifen. Die Nán fāng dū shì bào (南方都市报, dt. Tageszeitung des Hauptstädtischen Südens), eine weitere Zeitung, die zum Komplex der Nanfang Zhoumu gehört, kritisierte die Verbindung von Kong Qingdong mit dieser Affäre.

### Unterstützung für Bo Xilai
Im März 2012 nach dem Sturz von Bo Xilai, einem einflussreichen Linken, überschüttete Kong Bo mit Lob in seiner Talk Show und bezeichnete Bo als „mob-fighting hero“. Kong bezeichnete Bos Entlassung durch die chinesischen Behörden als einen „konterrevolutionären Coup“. Gleichzeitig nutzte er den Moment um die Menschen, die „Massen“ für ihre Tatenlosigkeit zu kritisieren.

### Westliche Kultur
Kong ist sehr kritisch gegenüber Westlicher Kultur. Er hat unter anderem einen Boykott gegen den Film Kung Fu Panda 2 unterstützt, weil er ihn als Instrument des Kulturimperialismus des „Westens“ ansieht. Nachdem der Mitbegründer von Apple, Steve Jobs, 2011 verstarb, bemerkte Kong „je mehr solcher Menschen wie Steve Jobs sterben, desto besser.“

### Anti-Rechts-Bewegung
2007 veröffentlichte die liberale Schriftstellerin Zhang Yihe (章诒和), die Tochter des Intellektuellen Zhang Bojun, eines Opfers von Mao Zedongs Anti-Rechts-Kampagne (反右运动 Fanyou Yundong), das mittlerweile verbotene Past Histories of Peking Opera Stars, in dem sie die Anti-Rechts-Kampagne kritisierte und bekräftigte, dass sie „niemals ihre Verteidigung der grundlegenden bürgerlichen Rechte aufgeben werde, da diese die Würde und das Bewußtsein einer Person betreffen.“ Kong griff Zhang daraufhin in einer Vorlesung heftig an und bezeichnete Zhang als zur sozialen Klasse der „Feinde unserer Regierung“ gehörig. Kong verteidigte die Anti-Rechts-Kampagne und sprach gegen die „Alten Rechten“, dass diese sich als Helden darstellen, jedoch unverhältnismäßig viel Entschädigung fordern.

### Hongkong
Im Januar 2012 kommentierte Kong ein virales Video in seiner Talkshow. In dem Video wird eine chinesische Mutter aus dem Mainland gezeigt, die einen Konflikt mit einem anderen Passagier in einem MTR-Zug in Hongkong austrägt. Der Gegner ist ein eingeborener Hongkonger, der ihr kleines Kind davon abhalten wollte an Bord des Zuges zu essen, was verboten ist. Kong schimpfte über den Hongkonger Passagier und kritisierte unter anderem dessen Gebrauch des Kantonesischen (in Gegensatz zum Hochchinesischen Putonghua, das in Mainland-China gesprochen werden soll). Er bezeichnete diesen als einen „Kolonial-Elitisten“ und „Bastard“ und weitete seine Attacke auf Hongkonger im Allgemeinen aus. Mehrfach bezeichnete er „viel Hongkonger“ als „Bastarde und Hunde“.
Konkret bezeichnete er die Einwohner Hongkongs als „willige Hunde für die Briten ... Bis heute denken sie, sie sind Hunde, keine Menschen.“ Kong bescheinigte ihnen eine „Kolonialmentalität“ und verglich sie mit Kollaborateuren mit der Japanischen Armee im Zweiten Weltkrieg. Kong behauptete, dass der Passagier in der MTR anders reagiert hätte, hätte es sich um eine Britin gehandelt. Die Bemerkungen wurden in sozialen Medien in Hongkong heftig diskutiert und wurden zum Zentrum einer Kontroverse und von Protesten Anfang 2012, die Spannungen zwischen dem Mainland und Hongkong, die bereits gespannt sind, verschärften sich dadurch. Zwei Kandidaten für die Wahlen zum Hong Kong Chief Executive 2012, Leung Chun-Ying und Henry Tang, kritisierten Kong öffentlich. Die Reaktionen in Mainland waren ebenfalls durchmischt.
Einige Tage später wehrte sich Kong gegen die Kritik und behauptete, die Medien und das Internet würden eine Hexenjagd betreiben und Kirschen pflücken um ihn anzugreifen. Er behauptete, er hätte nicht sagen wollen, das Hongkonger Hund und Personen die kein Putonghua sprechen ebenfalls Hunde seien.

### Singapur
Kong hat eine Singapurer Journalistin als „Hure“ bezeichnet und Menschen aus Singapur als „komplett ungebildet“. Kong wird mit den Worten zitiert: „Ich war in Singapur. Diese Menschen aus Singapur ... im Grunde genommen haben sie keine Ahnung.“

### Wahlen in Taiwan 2012
Am 28. Januar 2012 sprach Kong in einer chinesischen Fernsehsendung über die Präsidentenwahl in der Republik China (Taiwan) 2012. Er bezeichnete das System als „fake democracy“ und behauptete, es sei „vergleichbar mit einer Seifenoper“. Es gäbe keinen „Fortschritt“ in Taiwan in den vier Jahren, in denen Ma Ying-jeou in Taiwan Präsident war, und, dass Mas Sieg mit sechs Millionen Stimmen nicht erstaunlich sei, da dies „nicht einmal die Hälfte der Zahl der Bevölkerung von Beijing sei“. Sowohl die herrschende Kuomintang, als auch die Demokratische Fortschrittspartei wiesen seine Bemerkungen scharf zurück.

### Michelle Obama
2014 während des Staatsbesuches von Michelle Obama, der damaligen U.S. First Lady, in China, behauptete Kong auf seinem Sina-Weibo-Account, dass Michelle Obama von einem Student Universität Peking erfolgreich angegriffen und in die Schranken gewiesen worden sei, als sie eine Rede hielt, in der sie Meinungsfreiheit befürwortete. Der Student habe Obama gefragt, „ist Amerikas Stärke ein Resultat davon, dass der US-Geheimdienst auf die Stimmen seiner Bürger hört? Könnten Sie mit sagen, welchen Unterschied es zwischen ‘listening to’ und ‘listening in’ gibt?“, wobei er sich auf den NSA-Skandal bezog. Kong beschrieb Michelle Obamas angebliche Antwort: Sie war „perplex von der Frage und antwortete letztlich nur, das sie nicht gekommen sei, um über Politik zu diskutieren.“ Nachdem Kong seine Behauptungen veröffentlicht hatte, verneinten Reporter und Studenten, die bei der Rede anwesend gewesen waren, dass die Konfrontation stattgefunden hatte. Kong wurde daraufhin von vielen Seiten kritisiert, dass er diese Anekdote erfunden habe und Kritiker bemerkten, dass er deswegen nach chinesischem Recht (Internetzensur) verhaftet werden könnte. Kong antwortete darauf plump, dass die Kritiker „Hunde Amerikas“ und „Verräter von China“ seien.

### Skandal: „Ist Kong Qingdong ein Wilder?“
Wu Xiaoping (吴晓平), ein Moderator bei Nán jīng guǎng bō diàn shì tái (南京广播电视台 – Nanjing-Fernsehen), analyzierte einen Fall im Umfeld von Kong Qingdong in der Show Tingwo Shaoshao (听我韶韶), mit dem provokativen Titel: „Kong Qingdong: Ist er ein Jiaoshou (教授, Professor) oder Yeshou (野兽, Wilder)“. Kong fühlte sich beleidigt durch den Ausdruck „Yeshou“ und strengte ein Verfahren wegen Rufmord bei einem Gericht in Beijing an. Er forderte eine Entschädigung von 200.000 yuan. Das Gericht entschied in erster Instanz jedoch gegen Kong, da die Medien ein Interesse am „Öffentlichen Gut“ (public good) habe und, da der Nachrichtenkommentar nur „zivilisierte“ Sprache verwende, könne ein solcher Kommentar nicht verboten werden um nicht unnötig zu beschränken, was im Radio zulässig sei. Man müsse vermeiden, „scharfe Kommentare“ (sharp commentary) zu beschränken, damit sinnvolle Pointen möglich seien.
2014 wurde sein Microblog gesperrt nach unliebsamen Äußerungen über das Tian’anmen-Massaker am 4. Juni 1989.